# 吳泰成
吳泰成（1950年—），中華民國政府官員，曾任行政院人事行政總處人事長、銓敘部政務次長、考試委員等職。

## 經歷
國立中興大學公共行政學系畢業後，考取1971年的公務人員高等考試人事行政及格，開始進入政府體系，分發到行政院人事行政局擔任科員，後先後歷任行政院人事行政局科長、臺北市政府人事處主任秘書、銓敘部常務次長、考試院典試委員長等職，都是簡任事務職公務人員。
八十年代，和元配陳OO女士離婚，後另娶。
1994年出任考試院銓敘部政務次長後，轉為政務職公務人員。1996年後連任三屆考試委員。2004年獲第四屆國立臺北大學傑出校友。2009年擔任行政院人事行政局局長。2012年隨行政院人事行政局改制為人事行政總處後，成為首位的人事長；3月申請退休獲准，退休時獲頒服務40年的特等獎章。

## 外部連結
- 首長專欄─原人事局歷任首長簡介─原人事局歷任局長介紹[永久]

| 前任： 陳清秀 | 行政院人事行政局局長 行政院人事行政總處人事長 2009年－2012年3月25日 | 繼任： 黃富源 |